# Hello Hemingway
 Hello Hemingway és una pel·lícula dramàtica cubana estrenada en 1990 i dirigida per Fernando Pérez. Fou candidata al Goya a la millor pel·lícula estrangera de parla hispana. També sou seleccionada per representar Cuba a l'Oscar a la millor pel·lícula de parla no anglesa a la 64a cerimònia dels Oscars, però finalment no fou seleccionada.

## Sinopsi
Larita, veïna d'Ernest Hemingway, estableix un paral·lel entre la seva vida i la del vell pescador de la novel·la El vell i la mar el 1956. Vol acabar els seus estudis secundaris i ingressar a la Universitat, però el seu origen humil li impedeix aconseguir els seus somnis.

## Repartiment
- Laura de la Uz - Larita
- Raúl Paz - Victor
- José Antonio Rodríguez - Tomás
- Herminia Sánchez - Josefa
- Micheline Calvert - Miss Amalia
- Marta del Rio - Doctor Martínez
- Wendy Guerra - Estela

## Palmarès cinematogràfic
- Primer Premi Coral al millor llargmetratge de ficció, XII Festival Internacional del Nou Cinema Llatinoamericà, l'Havana, Cuba, 1990.[4]
- Premi Coral a la millor actuació femenina (Laura de la Uz), XII Festival Internacional del Nou Cinema Llatinoamericà, l'Havana, Cuba, 1990.
- Premi de fotografia, 31 Festival Internacional de Cinema de Cartagena d'Índies, Colòmbia, 1991.
- Màxima distinció de l'Associació de Cronistes de Nova York, Festival de Cinema Llatí, Nova York, els EUA, 1991.
- Premi de guió i actuació femenina, Festival Atlantic Film de Nova Escòcia, 1991.
- Premi a la millor banda sonora, Festival de Trieste, Itàlia, 1991